# Хеисуке Јанагава
Хеисуке Јанагава (јап. 柳川 平助, 2. октобар 1879 – 22. јануар 1945) био је генерал војске Јапанске царске војске током Другог светског рата.

## Биографија
Родио се у префектури Нагасаки (данас део града Нагасаки), али је одрастао у префектури Оита у породици усвојитеља. Дипломирао је у 12. класи на Академији Јапанске царске војске 1900. Учествовао је у руско-јапанском рату 1904-1905. Дипломирао је у 24. класи на Војном штабном колегијуму 1912. Служио је као инструктор у Школи војне коњице. Затим именован за војног аташеа у Кини, где је служио као инструктор у Војном колегијуму у Пекинку 1918. Потом је путовао по Европи као део јапанске делегације на мировним преговорима у Паризу. Од 1920. до 1923. био је члан јапанске делегацији у Лиги народа. Био је члан Комисије за разграничење Краљевине СХС и Мађарске.
Отприлике у то време уплео се у борбе које су се водиле унутар јапанске војске. Прикључио се фракцији Кодаха, коју су предводили Садао Араки, Јинсабуро Мазаки и Хидејоши Обата.
Од 1923. до 1925. био је коњички официр. Постепено је напредовао кроз чинове. Године 1923. је заповедао 20. коњичком региментом Јапанске царске војске. До 1927. је командовао 1. коњичком бригадом. Од 1929. је управљао Коњичком школом. Године 1930. је постао инспектор генерал коњице. Децембра 1931. унапредован је у генерала потпуковника.
Од 1932. до 1934. служио је као заменик министра рата. Од 1934. до 1935. био је командант престижне 1. дивизије. Од 1935. до 1936. је командовао тајванском војском. Повукао се из војне службе 26. септембра 1936.
Избијањем Другог кинеско-јапанског рата, позван је назад у активну службу. У Кини је од 1937. до 1938. командовао 10. армијом. Десета армија, која се састојала од 18. и 114. дивизије из Јапана, 6. дивизије из Северне Кине и одреда Кунисаки 5. дивизије, искрцала се у Хангџоуу 5. новембра 1937.
Са својим трупама је гонио кинеске снаге које су се повлачиле из подручја Шангаја. Командовао је једном од главних јапанских колона у бици за Нанкинг. Његове трупе су умешане у Нанкиншки масакр.
Поново се повукао из активне војне службе 1938, поставши шеф Бироа за опште послове у Одбору за развој источне Азије. Под политичким патронатом барона Хирануме Кихироа и уз подршку група из заибацуа, преузео је министарство правде од Акире Казамија. Водио је Кеишихо (Одељење градске полиције Токио).
Заједно са генералом Куниакијем Коисом и Хиранумом Киихиром подржавао је државни шинтоизам и стварање Савета за истраживање шинтоистичких обреда. Био је и лидер групе Таисеи Јокусанкаи (Друштво за помоћ царској власти).